# Région ultrapériphérique
Une région ultrapériphérique (RUP) est un territoire de l'Union européenne situé en dehors du continent européen, et qui n'est pas l'un des pays et territoire d'outre-mer par son statut juridique. Les RUP ont été reconnues pour la première fois dans une déclaration annexée au traité de Maastricht de 1992. Depuis 2009, elles sont définies à l'article 349 du traité sur le fonctionnement de l'Union européenne qui y précise la façon dont le droit européen peut y être adapté.
Les régions ultrapériphériques font partie de l'Union européenne, elles sont incluses dans la zone euro, le marché commun et le territoire douanier européen; et leurs ressortissants possèdent la citoyenneté européenne. Ceci ne s'applique pas entièrement aux autres territoires ultramarins dépendants de pays membres de l'Union européenne appelés pays et territoire d'outre-mer (PTOM). Ces derniers ne font pas partie du territoire communautaire, bien que leurs ressortissants aient la citoyenneté européenne. En outre, ni les départements d'outre-mer (qui sont des régions ultrapériphériques), ni le reste de la France d'Outre-Mer ne fait partie de l'espace Schengen. Les Açores, les Canaries et Madère sont les seules RUP qui en font partie. 

## Géographie
Les régions ultrapériphériques apparaissent en bleu clair sur la carte ci-dessous des territoires associés à l'Union européenne. Elles se trouvent dans l'océan Atlantique, en Amérique du Sud et dans l'océan Indien.
| - Territoire métropolitain de l'Union européenne - Régions ultrapériphériques - Pays et territoires d'outre-mer - Autres territoires spéciaux Groenland Île Clipperton Guyane Polynésie française Terres australes et · antarctiques françaises Guadeloupe Martinique Mayotte Nouvelle-Calédonie La Réunion Saint-Martin Saint-Barthélemy Saint-Pierre-et-Miquelon Wallis-et-Futuna Antilles · néerlandaises Açores Madère îles Canaries |

| - Territoire métropolitain de l'Union européenne - Régions ultrapériphériques - Pays et territoires d'outre-mer - Autres territoires spéciaux Groenland Île Clipperton Guyane Polynésie française Terres australes et · antarctiques françaises Guadeloupe Martinique Mayotte Nouvelle-Calédonie La Réunion Saint-Martin Saint-Barthélemy Saint-Pierre-et-Miquelon Wallis-et-Futuna Antilles · néerlandaises Açores Madère îles Canaries |

### Liste des régions ultrapériphériques
Depuis le 1er janvier 2017, il y a neuf régions ultrapériphériques :
- une communauté autonome espagnole : les îles Canaries ;
- cinq départements d'outre-mer ou collectivités territoriales uniques français : la Guyane, la Martinique, la Guadeloupe, Mayotte et La Réunion ;
- une collectivité d'outre-mer française : Saint-Martin ;
- deux régions autonomes portugaises : les Açores et Madère.

Îles Canaries (Espagne)
Guadeloupe (France)
Guyane (France)
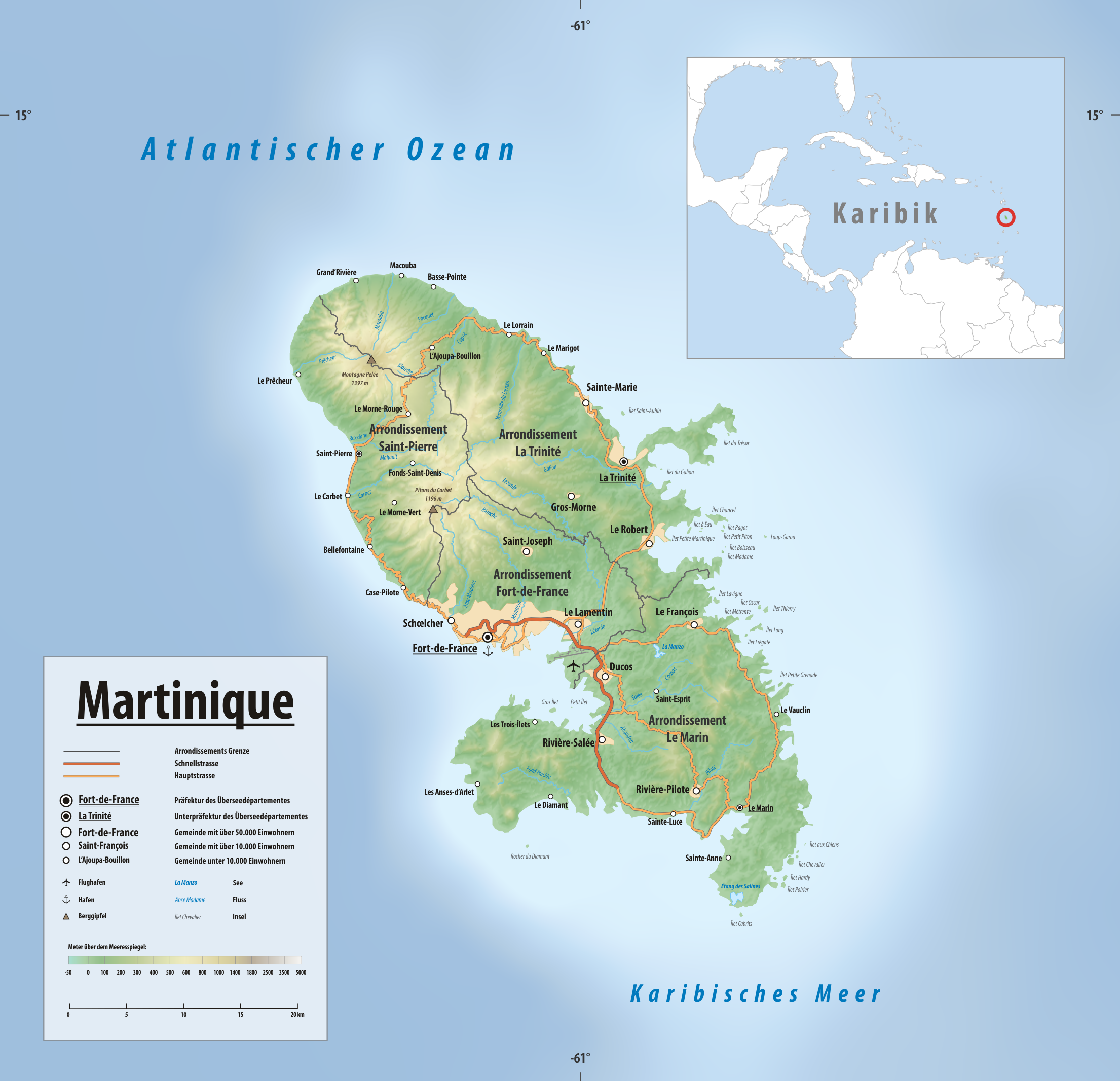
Martinique (France)
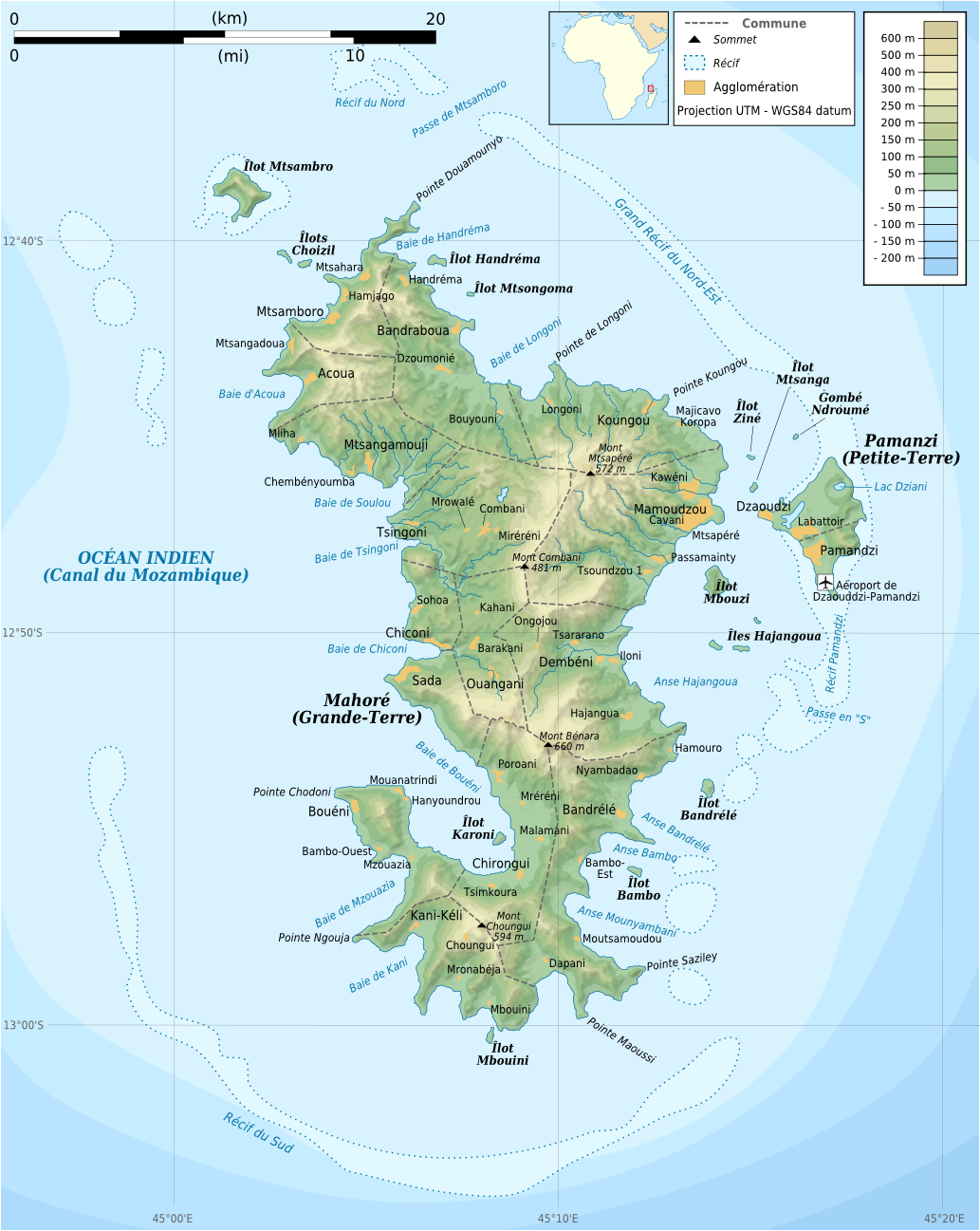
Mayotte (France)
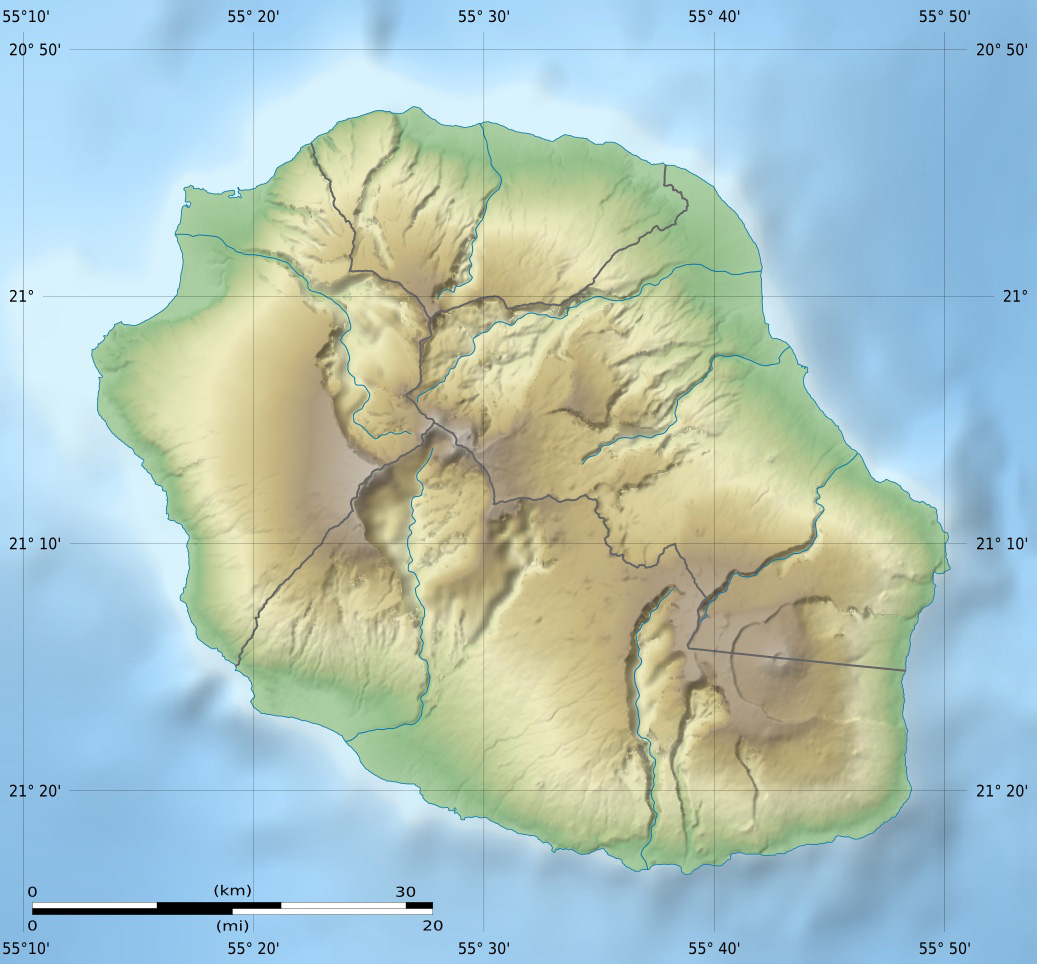
La Réunion (France)
Saint-Martin (France)
Açores (Portugal)
Madère (Portugal)

## Économie et démographie
Elles regroupent plus de 4,5 millions d'habitants et ont reçu 1,03 milliard d'euros par an au titre de la politique régionale de l'Union européenne. Elles représentent une grande partie du territoire maritime de l'Union européenne ce qui lui permet avec 25 millions de km2 d'occuper le premier rang mondial. Elles fournissent aussi à l'Union européenne des produits agricoles exotiques (rhum, sucre de canne, bananes, etc.) et bénéficient en retour des aides du Programme d'options spécifiques à l'éloignement et à l'insularité. Elles représentent près de 80 % de la biodiversité européenne.

## Statut
Leur existence est reconnue par l'article 349 du traité sur le fonctionnement de l'Union européenne (TFUE) (ex-article 299, paragraphe 2, du traité instituant la Communauté européenne).

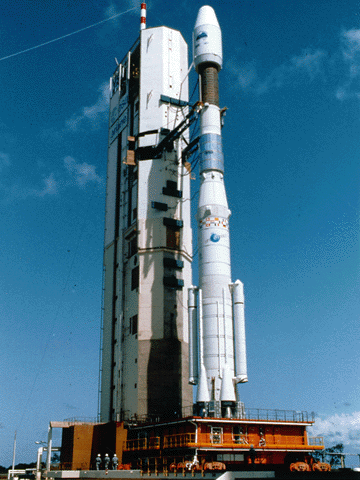
Fusée Ariane au Centre spatial guyanais près de Kourou.

Le statut de RUP atteste la spécificité de ces régions par rapport au reste de l'UE. En effet, leur développement est rendu difficile par l'éloignement, l'insularité et leur dépendance vis-à-vis de quelques productions (sucre, bananes, etc.). En revanche, elles permettent l'approvisionnement des marchés de l'UE en produits exotiques mais surtout le contrôle sur les vastes zones maritimes qui les entourent.
Le statut de RUP permet à l'État membre d'adapter le droit européen sur plusieurs aspects :
- Les RUP sont exclues du territoire fiscal communautaire et donc n'appliquent pas les dispositions de la TVA intracommunautaire, permettant à l'État-membre d'appliquer un taux dérogatoire.
- Les RUP peuvent bénéficier d'aides d'État pour le développement des régions ainsi que des exonérations fiscales, sur la base de la dérogation accordée par l'article 87.3 du TFUE.
- Les habitants ou les transporteurs peuvent bénéficier de subventions pour les trajets aériens ou maritimes essentiels pour maintenir la continuité territoriale.
- Les RUP appliquent les dispositions de l'accord de Cotonou conclu entre l'UE et les pays ACP concernant la coopération régionale et l'importation de produits.

Lorsque Mayotte est devenue un département d'outre-mer français le 31 mars 2011, ce nouveau statut l'autorisait à évoluer vers le statut de RUP, dont l'attribution est cependant dissociée du statut de DROM. L'île est depuis devenue la neuvième RUP, conformément à l'article 355 paragraphe 6 du Traité sur le fonctionnement de l'Union européenne, selon une communication officielle. Le 11 juillet 2012, le Conseil européen a adopté la décision 2012/419/UE, qui acte le passage de Mayotte au statut de RUP au 1er janvier 2014. Après consultation du Parlement européen, dont l'avis est adopté sans amendement en session plénière le 12 décembre 2013, le Conseil de l'Union européenne adopte le 17 décembre une directive adaptant le droit communautaire à la modification du statut de Mayotte.
Depuis le 1er janvier 2012 Saint-Barthélemy n'est plus une région ultrapériphérique de l'Union européenne. Saint-Martin (partie française) a gardé son statut de RUP, qui est le sien depuis son détachement de la Guadeloupe et son accession au statut de COM,.
Lorsque la fédération des Antilles néerlandaises a été dissoute, le 10 octobre 2010, les territoires insulaires de Bonaire, Saba et Saint-Eustache sont devenus des communes néerlandaises à statut particulier. Par conséquent, le gouvernement des Pays-Bas a demandé, à la suite de cette réforme, le reclassement de ces territoires en régions ultrapériphériques de l'Union européenne. En revanche, les territoires insulaires néerlandais de Curaçao et de Saint-Martin étant devenus à l'instar d'Aruba des États autonomes associés à la Couronne des Pays-Bas, leur statut de pays et territoires d'outre-mer a été conservé.

### Synthèse des statuts européen des régions ultrapériphériques
Ce tableau synthétique représente les statuts juridiques européens des neuf régions ultrapériphériques.
| RUP | Dans l'Union ? | Application du droit de l’Union | Exécutoire devant les tribunaux | Euratom | Citoyenneté de l'Union | Élections du Parlement | Espace Schengen | Espace TVA | Territoire douanier de l’Union | Marché commun européen | Zone euro |
| --- | -------------- | ------------------------------- | ------------------------------- | ------- | ---------------------- | ---------------------- | --------------- | ---------- | ------------------------------ | ---------------------- | --------- |
| |                |                                 |                                 |         |                        |                        |                 |            |                                |                        |           |
| Îles Canaries | Oui            | Avec des exemptions (RUP)       | Oui                             | Oui     | Oui                    | Oui                    | Oui             | Non        | Oui                            | Oui                    | Oui       |
| |                |                                 |                                 |         |                        |                        |                 |            |                                |                        |           |
| La Réunion | Oui            | Avec des exemptions (RUP)       | Oui                             | Oui     | Oui                    | Oui                    | Non             | Non        | Oui                            | Oui                    | Oui       |
| Guyane | Oui            | Avec des exemptions (RUP)       | Oui                             | Oui     | Oui                    | Oui                    | Non             | Non        | Oui                            | Oui                    | Oui       |
| Martinique | Oui            | Avec des exemptions (RUP)       | Oui                             | Oui     | Oui                    | Oui                    | Non             | Non        | Oui                            | Oui                    | Oui       |
| Guadeloupe | Oui            | Avec des exemptions (RUP)       | Oui                             | Oui     | Oui                    | Oui                    | Non             | Non        | Oui                            | Oui                    | Oui       |
| Mayotte | Oui            | Avec des exemptions (RUP)       | Oui                             | Oui     | Oui                    | Oui                    | Non             | Non        | Oui                            | Oui                    | Oui       |
| Saint-Martin | Oui            | Avec des exemptions (RUP)       | Oui                             | Oui     | Oui                    | Oui                    | Non             | Non        | Oui                            | Oui                    | Oui       |
| |                |                                 |                                 |         |                        |                        |                 |            |                                |                        |           |
| Açores | Oui            | Avec des exemptions (RUP)       | Oui                             | Oui     | Oui                    | Oui                    | Oui             | Oui        | Oui                            | Oui                    | Oui       |
| Madère | Oui            | Avec des exemptions (RUP)       | Oui                             | Oui     | Oui                    | Oui                    | Oui             | Oui        | Oui                            | Oui                    | Oui       |
| |                |                                 |                                 |         |                        |                        |                 |            |                                |                        |           |
| Légende : - [Application totale.] - [Application avec des exemptions ou partielle] - [Application minimale voire nulle] |                |                                 |                                 |         |                        |                        |                 |            |                                |                        |           |

### Conférence des Députés des régions ultrapériphériques au Parlement européen

#### 1relégislature 2009-2014
La Conférence des Députés des RUP au Parlement européen a été fondée en septembre 2009 à l'initiative de l'ensemble des Députés européens des RUP afin de sceller une unité de défense collective des RUP au niveau des institutions européennes. La création de cette conférence s'est trouvée consolidée par la rédaction d'une plateforme commune de propositions pour les RUP remise au Président de la Commission européenne de l'époque, José Manuel Barroso.
La conférence des Députés des RUP se réunit régulièrement à Bruxelles et à Strasbourg afin de préparer l'ensemble des dossiers venant à concerner les RUP au niveau européen. Des rencontres régulières sont organisées avec le Président de la Commission européenne, et les différents Commissaires européens, afin d'évoquer l'ensemble des sujets problématiques et de trouver des solutions aux revendications des RUP fondées sur la base de l'article 349.

#### 2elégislature 2014-2019
La conférence des Députés des RUP s'est reconstituée en 2014 à l'issue des élections européennes. Elle est composée pour la législature 2014-2020 de Younous Omarjee, Maurice Ponga, Louis-Joseph Manscour, Gabriel Mato, Luis Fernando Lopez Aguillar, Sofia Ribeiro, Claudia Monteiro de Aguiar, Ricardo Serrao Santo, Liliana Rodrigues.
Un travail régulier entre la Conférence des Députés des RUP au Parlement européen et la Commissaire au développement régional, Corina Cretu, s'est formalisé pour la première fois. Conjointement la Conférence et la Commissaire sont à l'initiative de réunion de travail thématiques auxquelles sont invités les autres commissaires chargés de politiques particulièrement importantes pour les RUP : pêche, politique maritime, environnement, recherche, marché intérieur, politique de concurrence, relations extérieurs et politique commerciale extérieure, agriculture, etc.

### Conférences des présidents des régions ultrapériphériques
- Ire Guadeloupe 31 mars 1995 [13]
- IIe Madère 14 mars 1996[13]
- IIIe La Réunion 14 avril 1997[13]
- IVe Açores 15 juin 1998[13]
- Ve Guyane 5 mars 1999[13]
- VIe Madère 31 mars 2000 [14]
- VIIe Canaries 25 septembre 2001[13]
- VIIIe Canaries 15 octobre 2002[13]
- IXe Martinique du 29 au 31 octobre 2003[14]
- Xe Açores du 2 au 4 septembre 2004[14]
- XIe La Réunion du 1er au 4 septembre 2005, en présence de Danuta Hübner, commissaire européen chargé de la politique régionale[14]
- XIIe Guadeloupe du 19 au 21 octobre 2006[14]
- XIIIe Madère 6 octobre 2007[13]
- XIVe Guyane 30 octobre 2008[13]
- XVe Canaries 14 octobre 2009[13]
- XVIe Canaries 27 octobre 2010[13]
- XVIIe Martinique 3 et 4 novembre 2011[15]
- XVIIIe Açores 13 et 14 septembre 2012[16], en présence de Johannes Hahn, Commissaire européen chargé de la politique régionale, et de George Georghiou, représentant de la Présidence de l’Union européenne et du gouvernement de Chypre[17]
- XIXe La Réunion 18 octobre 2013[13]
- XXe Guadeloupe 14 janvier 2015[13]

## Sources